# Sýpka (Krušovice)
Sýpka v Krušovicích v okrese Rakovník bývala hospodářskou stavbou související funkčně i urbanisticky se zámeckým areálem. Urbanistický význam barokní stavby je dán především exponovanou polohou na návsi obce.

## Historie
Sýpka byla součástí hospodářského zázemí krušovického zámku. Postavena byla patrně na přelomu 16. a 17. století. Fürstenberský zámek byl později přestaven na pivovar. Památkově je chráněna od roku 2008, nejméně od roku 2020 je ve velmi zchátralém stavu.[zdroj?]
Z monumentální tesařské vazby krovu, trámových stropů podepřených průvlaky s pilíři, omítky nebo okenních výplní a dalších stavebních detailů se nedochovalo nic. Z těchto důvodů bylo zahájeno řízení o zrušení památkové ochrany.

## Popis

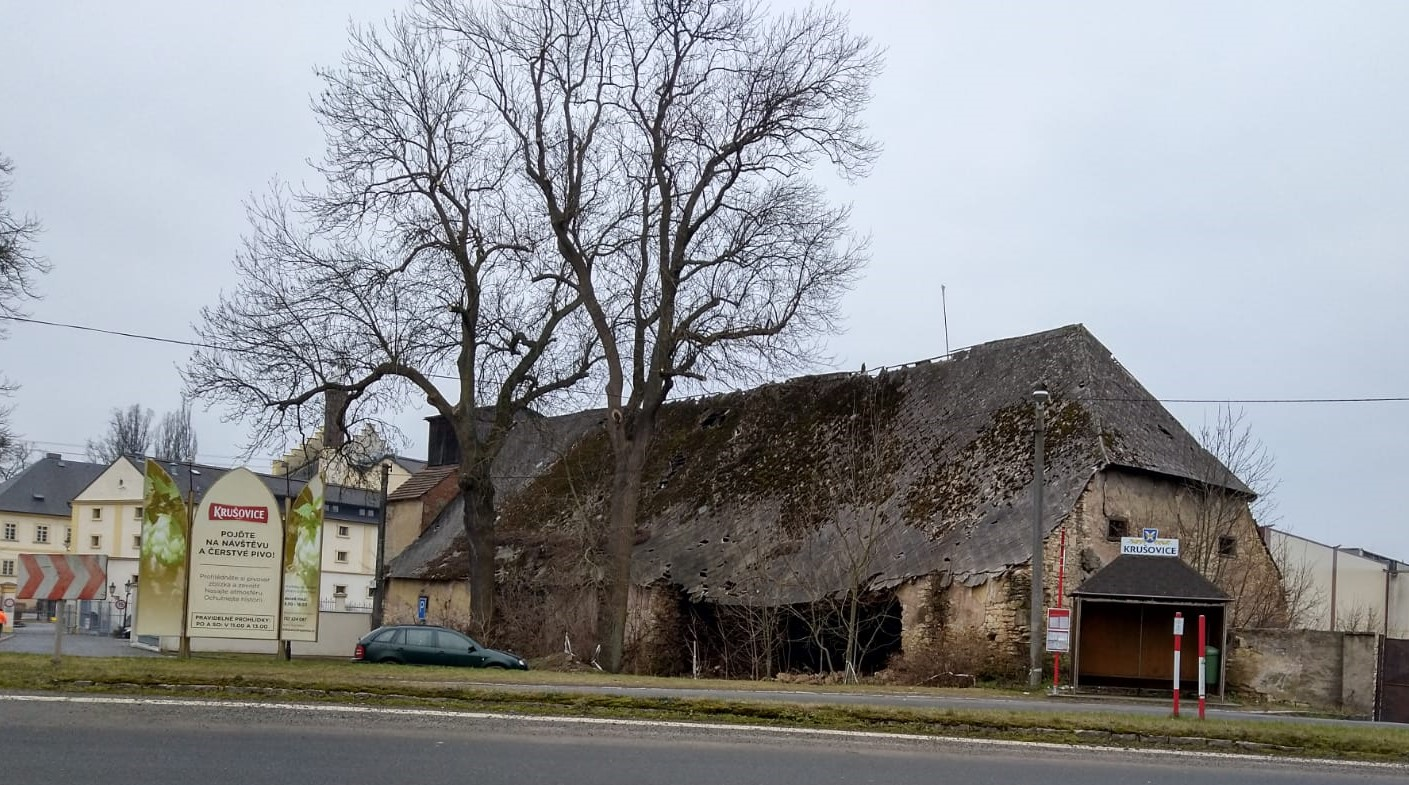
Sýpka, pohled ze silnice

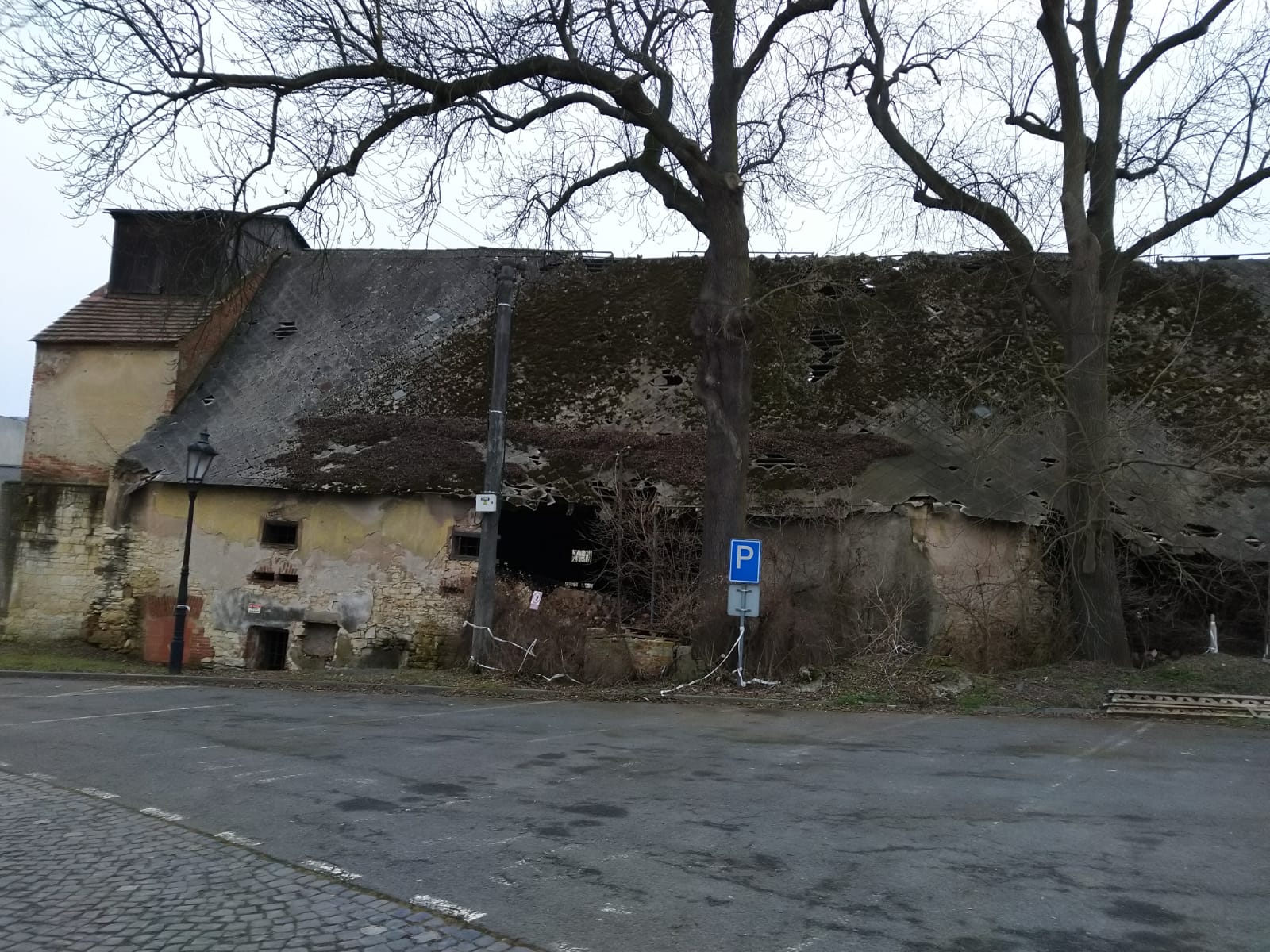
Sýpka

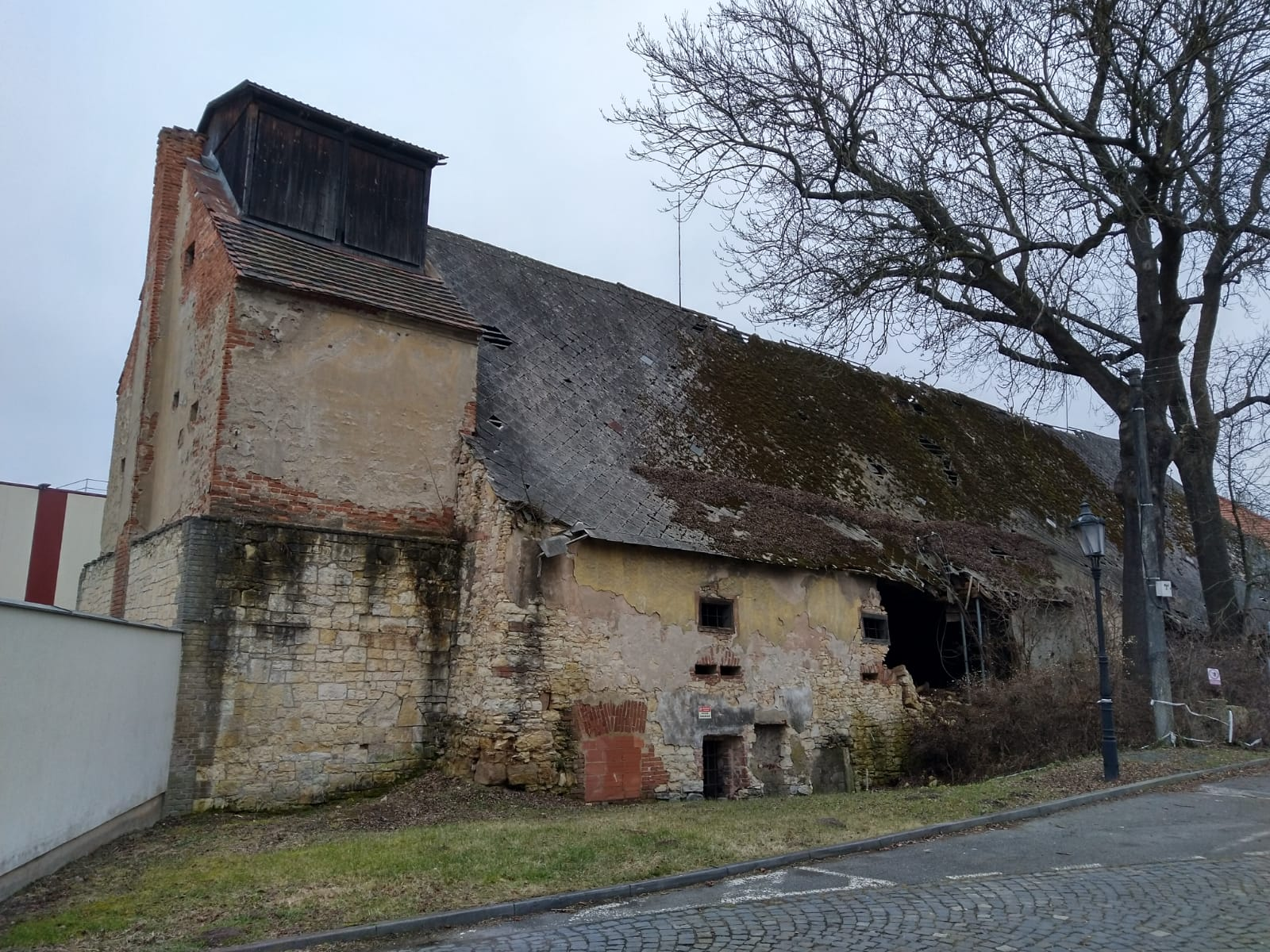
Sýpka s patrnými zbytky cihlového zdiva

Dvoupodlažní sýpka obdélného půdorysu na návsi severně od areálu zámku náves pohledově uzavírá. Na zdivo byla většinou použita opuka z nedalekých Kamenných Žehrovic. Zbytky omítek s původně štukovým a malovaným členěním fasády již nejsou patrné. Střecha je polovalbová a je už jen částečně kryta eternitovými šablonami.[zdroj?]
Část hlavního průčelí bylo při úpravě terénu zasypána a ponořena do příkopu. Průčelí je sedmiosé, členěné nepravidelně rozmístěnými okny. Patro mívalo pět pravidelně prolomených oken s dubovou zárubní, mřížemi a větracími otvory v parapetech. V tomto průčelí zůstalo dochováno jen několik detailů fasády.
Jižní průčelí (směr k zámku) tvoří boční křídla štítu sýpky a průčelí novodobého přístavku, ve střední části jižního štítu byla na sklonku dvacátých let 20. století vestavěna chmelová sušárna.[zdroj?]
V ose vystupuje mohutný komín. Větrací otvory jsou obdélné. Severní dvouosé průčelí je završené polovalbou klenbou, okolní terén klesá do volného nezastavěného prostranství. Ve štítě na půdu jsou prolomena dvě okénka původně s dubovými zárubněmi. Provlékané mříže v rámech se nedochovaly.
Západní část je vyzděná z opuky, při nároží doplněna cihlami. Východní část je v přízemí kryta kamenným přístavkem s pultovou stříškou. V patře jsou zřetelné zbytky omítky. Průčelí přístavku tvoří podnož z kamenného zdiva. Horní podlaží s trojúhelným štítem je cihelné, bývalo omítnuté hladkou omítkou. Průčelí bylo zakončeno dřevěným nástavcem s trojúhelným štítem.